# In Multiplicibus Curis

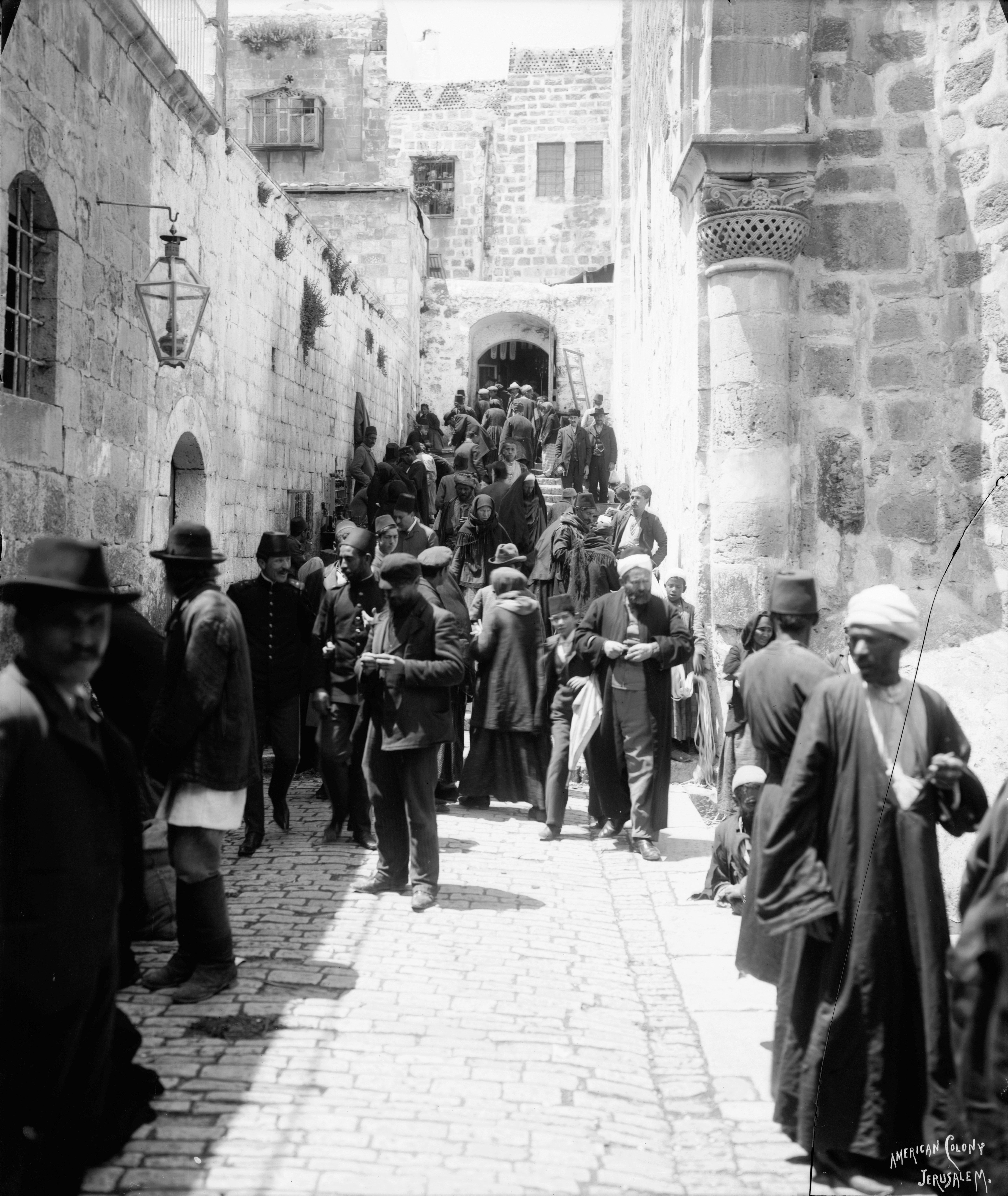
Heilig Grafkerk in Jeruzalem

In Multiplicibus Curis (Latijn voor Onder de vele zorgen) is een - korte - encycliek die paus Pius XII uitvaardigde op 24 oktober 1948 waarin hij een hernieuwde (eerder dat jaar had hij iets soortgelijks gedaan met de encycliek Auspicia Quaedam) oproep deed te bidden voor vrede in Palestina.
De paus begint de encycliek met te zeggen dat het Heilig Land, de plaats waar Jezus, door het offer van zijn bloed verlossing en heil gebracht heeft, vandaag de dag nog steeds een plaats is van bloedvergieten. Niet alleen is er daardoor veel menselijk leed, ook veel Heilige plaatsen worden door het aanhoudende geweld bedreigd. De paus verwijst naar een ontmoeting die hij had met Arabische leiders, toen hij ook hen heeft opgeroepen de vrede na te streven en geweld te veroordelen. De paus maakt gewag van de diplomatieke inspanningen die de Heilige Stoel heeft geleverd om de conflicten tot een einde te brengen. De paus doet daarom een hernieuwde oproep tot gebed. 
Wij geloven niet dat de Christenheid onverschillig kan reageren (...) bij de aanblik van het Heilig Land, dat met voeten getreden wordt door legers, en geraakt wordt door luchtbombardementen. Wij geloven niet dat zij zou toestaan dat de Heilige plaatsen worden vernietigd.
Daarnaast doet de paus het voorstel om Jeruzalem en alle Heilige plaatsen onder internationaal protectoraat te plaatsen, opdat deze plaatsen behouden blijven.